# S:t Johannes församling, Stockholms stift
S:t Johannes församling är en församling i Domkyrkokontraktet i Stockholms stift. Församlingen ligger i Stockholms kommun i Stockholms län. Församlingen utgör ett eget pastorat.
Församlingen ligger delvis i Vasastaden och delvis i Norrmalm i Stockholms innerstad. Församlingen har en långsmal sträckning i nord-sydlig riktning. I norr avgränsas församlingen av Brunnsviken (Solna församling), österut bildar Birger Jarlsgatan gräns mot Engelbrekts församling. Den sydliga gränsen mot Domkyrkoförsamlingen går längs med Kungsgatan. Åt väster är först Malmskillnadsgatan, sedan Döbelnsgatan och Sveavägen gräns mot tre församlingar (Adolf Fredrik, Gustav Vasa och S:t Matteus). 

## Administrativ historik
Församlingen bildades 1 maj 1907 genom en utbrytning ur Jakob och Johannes församling och har därefter utgjort ett eget pastorat. Församlingen har haft en föregångare i Brunkebergs- och Kungsbacksförsamlingen.

## Areal
Johannes församling omfattade den 1 november 1975 (enligt indelningen 1 januari 1976) en areal av 0,8 kvadratkilometer, varav 0,8 kvadratkilometer land.

## Kyrkor

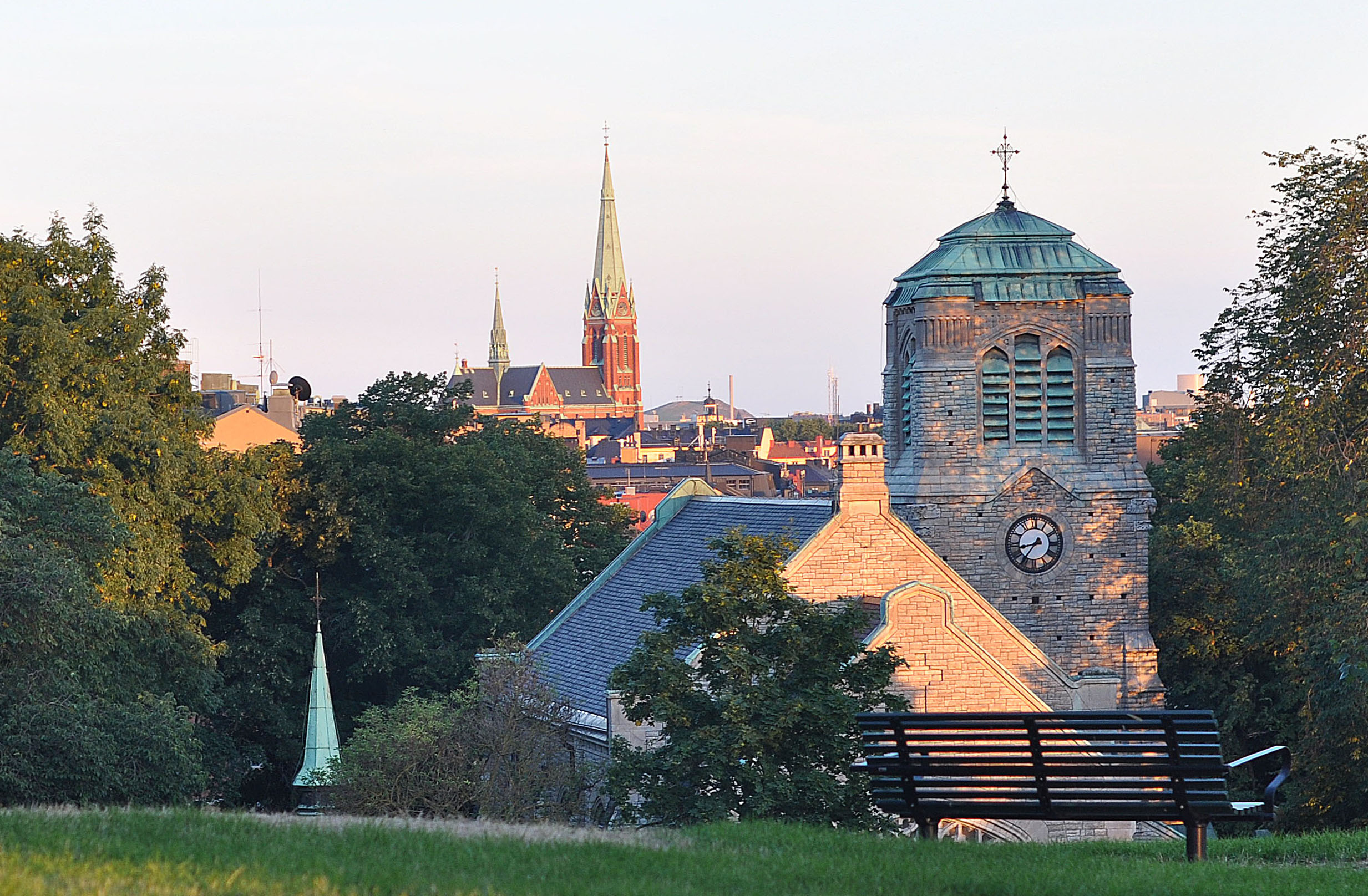
Stefanskyrkan och S:t Johannes kyrka

- S:t Johannes kyrka
- Stefanskyrkan

## Präster

### Kyrkoherdar
| Ämbetstid | Namn                | Levnadstid | Övrigt          |
| --------- | ------------------- | ---------- | --------------- |
| 1908–1938 | Karl Öhman          | 1858–1947  |                 |
| 1940–1959 | Erik Arbin          | 1892–1960  |                 |
| 1959–1966 | Simon Admund        | 1901–1983  |                 |
| 1966–1986 | Lars Arwén          | 1920–1995  | Kontraktsprost. |
| 1986–2012 | Per Qvarnström      | 1951–2014  |                 |
| 2012–2018 | Ingmar Johánsson    | 1952–      |                 |
| 2018-     | Catharina Segerbank | 1961–      |                 |

### Förste komministrar
| Ämbetstid | Namn                | Levnadstid | Övrigt |
| --------- | ------------------- | ---------- | ------ |
| 1907–1908 | Karl Öhman          | 1858–1947  |        |
| 1909–1921 | Emanuel Laurell     | 1845–1931  |        |
| 1922–1934 | Per Axel Wenner     | 1863–1934  |        |
| 1935–1938 | Olle Nystedt        | 1888–1974  |        |
| 1939–     | Albert Ejnar Öhnell | 1893–      |        |

### Andre komministrar
| Ämbetstid | Namn         | Levnadstid | Övrigt |
| --------- | ------------ | ---------- | ------ |
| 1909–1940 | Erik Lignell | 1869–1940  |        |

### Tredje komministrar
| Ämbetstid | Namn               | Levnadstid | Övrigt |
| --------- | ------------------ | ---------- | ------ |
| 1925–1931 | Emanuel Ring       | 1879–1931  |        |
| 1932–     | Erik Torsten Folke | 1891–      |        |

## Kyrkomusiker
Kyrkomusiker i församlingen har varit:
| Verksam         | Namn             | Levnadstid | Övrigt    |
| --------------- | ---------------- | ---------- | --------- |
| 1890-1918       | Emil Sjögren     | 1853-1918  | Organist. |
|                 | Titus Hultstrand | 1893-1963  | Organist  |
| 1947-1950       | Harald Göransson | 1917–2004  | Kantor    |
|                 | Arne Sunnegårdh  | 1907-1972  | Kantor    |
| 1963-1985       | Rune Engsö       | 1918-1996  | Organist. |
| 1970-talet-2002 | Anders Eby       |            |           |
| 1986-2019       | Sigvard Selinus  | 1952-      | Organist  |
| 2002-2016       | Karin Oldgren    |            |           |
|                 | Maria Goundorina |            |           |
|                 | Lotta Wilund     |            |           |